# الاختفاء القسري في بنغلاديش

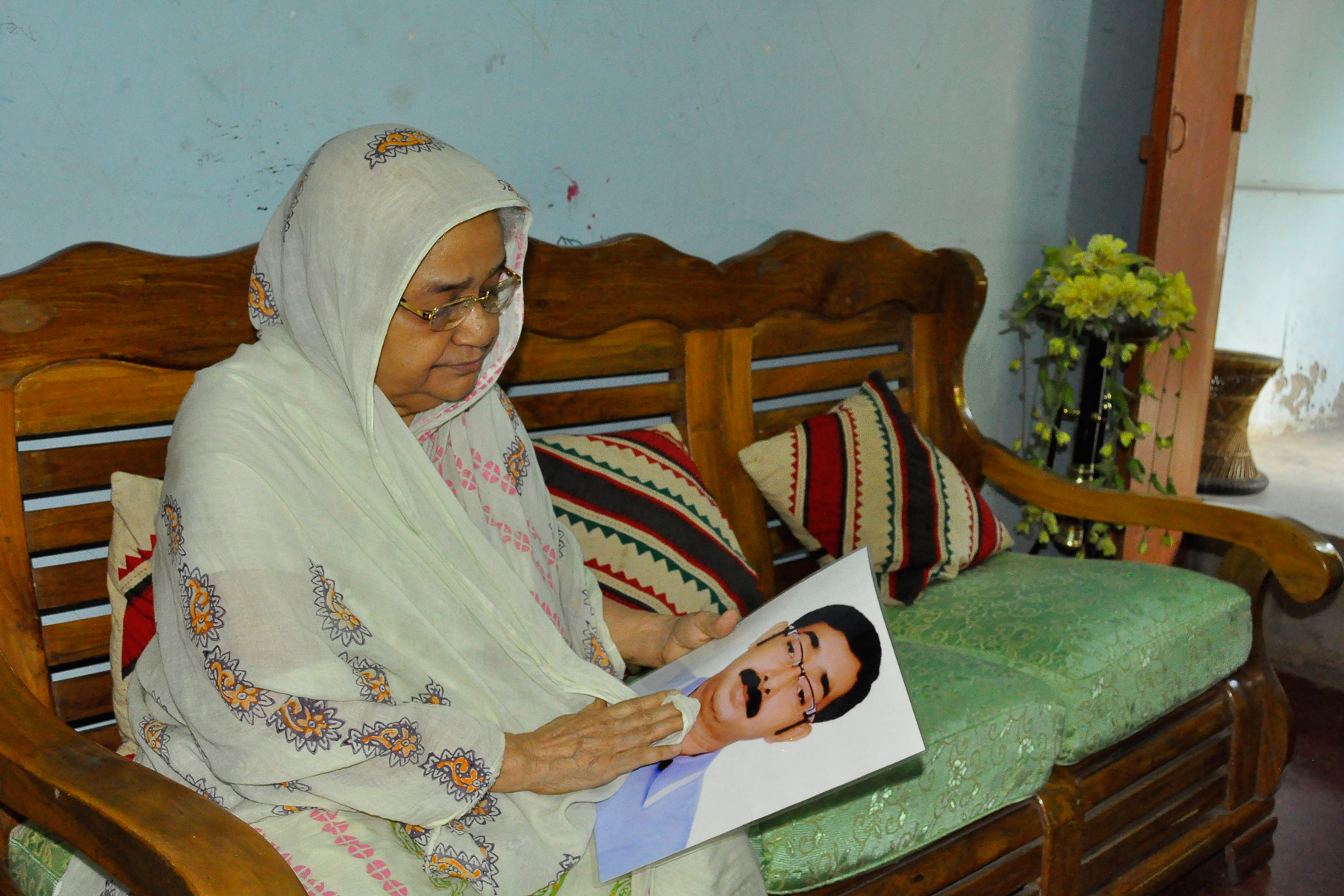

تشير حالات الاختفاء القسري في بنغلاديش إلى حوادث اختفاء الأشخاص الذين يزعَم تورّط حكومة بنغلاديش فيها بشكل مباشر، أو غير مباشر بها، فوفقًا لمجموعة أودهيكار لحقوق الإنسان ومقرها دكا يوجد حوالي 402 شخص وقع ضحية للاختفاء القسري منذ عام 2009 حتى عام 2017 خلال إدارة رابطة عوامي الحالية.
انتقدت منظمة الأمم المتحدة وجماعات حقوق الإنسان بما في ذلك هيومن رايتس ووتش، ومنظمة العفو الدولية حوادث الاختفاء القسري والقتل خارج نطاق القضاء التي حدثت في بنغلاديش.
يُزعم أن كتيبة العمل السريع (وهي وحدة شبه عسكرية خاصة في بنغلاديش) هي التي تقف وراء حالات الاختفاء هذه، مع العلم أن كتيبة العمل السريع كذّبت هذه الادعاءات، وتنفي حكومة رابطة عوامي الحالية تورطها في عمليات الاختفاء القسري هذه حتى بعد ظهور الضحايا لاحقًا في الحجز لديها.
طبقًا لتقرير إحدى المنظمات المحلية لحقوق الإنسان؛ اختفى 82 شخصًا قسريًا من يناير إلى سبتمبر في عام 2014، ويشكل نشطاء وقادة أحزاب المعارضة غالبية الضحايا، بعد الاختفاء عُثر على 39 من الضحايا على الأقل ميتين، بينما بقي الآخرون مفقودين، قُبض قبل الانتخابات الوطنية المثيرة للجدل لعام 2014 على 20 شخصًا على الأقل من المعارضة من قبل قوات الأمن، وفي عام 2016 وقع ما لا يقل عن 89 شخصًا ضحية للاختفاء القسري.
في عام 2016، أنشأت أُسر ضحايا الاختفاء القسري في بنغلاديش منصة ماير داك للمطالبة بتحقيق مطالبهم في معرفة مكان وجود أحبائهم الذين اختفوا في ظل ظروف غامضة.

## معلومات أساسية
حدثت الاختفاءات القسرية في بنغلاديش لأول مرة في عام 1971 في ظل حكم الشيخ مجيب الرحمن بين عامي 1972 و1975، إذ قُبض على العديد من أعضاء حزب جاتيو ساماجتانريك دال، وضباط في الجيش، وأعضاء آخرين من أحزاب المعارضة من قبل جاتيا راكخي باهيني، وهي قوة شبه عسكرية شكّلها الشيخ مجيب الرحمن، واستمر وجودها حتى تشكّلت كتيبة العمل السريع، ومنذ تولي الشيخة حسينة (وهي ابنة الشيخ مجيب الرحمن) حدثت 402 عملية اختفاء قسري من قبل قوات أمن الدولة.
وبعد تولي حزب رابطة عوامي السلطة في البلاد من خلال انتخابات عام 2009، بدأ وضع القانون والنظام بالتدهور في البلاد، وخاصة بعد تعرض رجال المعارضة للهجوم من قبل رجال الحزب الحاكم، والذي أدى إلى مقتل وجرح العديد منهم، وبعدها اندلعت النزاعات المسلحة والعنف في حرم الجامعات في جميع أنحاء البلاد، وهوجمت الأنشطة السياسية لأحزاب المعارضة في الكثير من الأحيان، ومنذ عام 2010 بدأت قوات أمن الدولة في القبض على قادة المعارضة والناشطين فيها.

## فترة ما قبل انتخابات عام 2013
راقب الحزب الوطني البنغلاديشي وحلفاؤه الإضرابات والحصارات المنتشرة في جميع أنحاء البلاد خلال معظم سنة 2013 بهدف المطالبة بحكومة مؤقتة غير حزبية، أو حكومة انتقالية لتقود الانتخابات العامة التي ستُجرى في 2014، وقبضت قوات الأمن على 20 رجلًا من المعارضة قبل بدء الانتخابات.
أعلنت كل من الولايات المتحدة، والاتحاد الأوروبي، والكومنولث أنهم لن يرسلوا مراقبين بسبب قلقهم بشأن مصداقية الانتخابات.

## قضايا بارزة

### إلياس علي
اختفى إلياس علي في 17 أبريل 2012، وهو زعيم بارز في حزب المعارضة الرئيسي، وقد شوهد آخر مرة في دكا في منتصف الليل مع سائقه، وعُثر على سيارته الخاصة مهجورة بالقرب من منزله في دكا بعد عدة أيام، وتوفي خمسة من رجال حزبه، وأصيب كثيرون عندما نفّذوا إضرابات ومظاهرات احتجاجًا على الاختفاء، وحصل الحادث على الكثير من التغطية الإعلامية.

### أمينول إسلام
كان أمينول إسلام عضوًا في اتحاد عمال المصانع والملابس البنغلاديشيين، ومنظمًا لمركز بنغلاديش للتضامن العمالي، عُثر في 5 أبريل 2012 على جثته بالقرب من دكا بعد اختفائه في وقت سابق، وكان يبدو على جسمه علامات التعذيب، وأثار اختفاؤه وقتله انتقادات دولية كثيرة.

### الأبناء الثلاثة
قُبض في أغسطس عام 2016 على أبناء ثلاثة من زعماء المعارضة من قبل قوات الأمن البنغلاديشية، ونُقلوا إلى أماكن مجهولة، ولم يعودوا أبدًا، وكان الضحايا هم العميد السابق في جيش بنغلاديش عبد الله أمان عزمي ابن غلام عزام، وهمام كوادر شودري ابن صلاح الدين كادر شودري، ومير أحمد بن قاسم بن مير قاسم علي، أخذ عزمي من منزله أمام أفراد عائلته، يوجد في الحالات الثلاث هذه العديد من الشهود، وبالرغم من ذلك أنكرت الشرطة تورطها في عمليات الاختطاف. أعربت الأمم المتحدة في وقت لاحق عن قلقها إزاء اختطاف الأبناء الثلاثة، وحثّت حكومة الشيخة حسينة على التحقق من العدد المتزايد لحالات الاختفاء القسري في البلاد، بعد ذلك عاد همام كوادر تشودري إلى منزله في مارس 2017، وقال إنه لم يتذكر من الذي احتجزه.

### سوكرانجان بالي
هو شاهد ادعاء اختُطف على أيدي رجال شرطة يرتدون ملابس مدنية في 5 نوفمبر 2012 من أمام بوابة المحكمة العليا، بعد أن قرر الإدلاء بشهادته لصالح مجرم حرب متهم هو ديلوار حسين سيدي، الذي كان يحاكم في ذلك الوقت أمام المحكمة الدولية للجرائم في بنغلاديش، وُجد لاحقًا بعد تتبعه في سجن دمدم في كولكاتا.

## حالات أخرى
تانفير حسن زوها: عندما وصل خبر سرقة بنك بنغلاديش إلى وسائل الإعلام المحلية في مارس 2016، قال تانفير وهو متخصص في تكنولوجيا المعلومات في مقابلة مع بانغلا تريبيون، إن تحويل 81 مليون دولار من بنك بنغلاديش إلى الفلبين حدث بسبب تورط شخص ما داخل بنك بنغلاديش، وبعد تعليقه على بنك بنغلاديش، فُقد في اليوم التالي في 16 مارس، وعُرف لاحقًا أنه اختُطف هو وصديقه على أيدي أشخاص مجهولين التقطوهم في حافلة صغيرة عندما كان زوها وصديقه عائدين إلى المنزل، عُثر عليه بعد ستة أيام من الاختفاء.
عبد القادر بهويان معصوم: اختُطف في 4 ديسمبر 2013، وكان عبد القدير بهويان معصوم يدرس في السنة الأخيرة في كلية تيتومير الحكومية، ويستعد للانضمام إلى مخابرات الأمن القومي.

## تنفيذ القانون
اختُطف النائب السابق للحزب الوطني البنغلاديشي سيف إسلام هيرو، وقائد الحزب همايون كبير برويز في 27 نوفمبر عام 2013 أثناء ذهابهما من لاكشام إلى كوميلا، وأوّل من اتّهم بذلك طارق سعيد، وهو قاتل مُدان بسبع جرائم قتل في نارايانجانج، وملازم سابق في كتيبة العمل السريع، ومُتهم بالعديد من عمليات الخطف والقتل.

## قضايا ذات صلة
اكتُشفت جثث سبعة رجال في نهر شيتالخيا في أبريل عام 2014 كانوا قد تعرضوا للخنق، وعُصّبت أعينهم، وأُلقوا في النهر، بعد أربعة أيام من اختطافهم على بُعد عدة كيلومترات من محكمة مقاطعة نارايانجانج من قبل رجال كتيبة العمل السريع، وصدرت أحكام بالإعدام على مسؤولين سابقين في حكومة عوامي وكتيبة العمل السريع في 16 يناير عام 2016، كان عدد المحكومين 16 شخصًا ثبُت تورطهم بالخطف والقتل وإخفاء الجثث.

## الرد الرسمي على الموضوع
في 23 نوفمبر 2017 ادّعت رئيسة وزراء بنغلاديش الشيخة حسينة أن الأشخاص يختفون أيضًا في بلدان أخرى، وزعم وزير القانون أنيسول الحق أن مزاعم الاختفاء كانت جزءًا من مؤامرة أحزاب المعارضة لتشويه سمعة الحكومة.

## النقد
أدانت منظمات حقوق الإنسان المحلية والدولية حوادث الاختفاء القسري، وحمّل حزب المعارضة الرئيسي كتيبة العمل السريع والحكومة مسؤولية إجراء عمليات الاختفاء القسري هذه، وطالب بإجراء تحقيق تحت رعاية الأمم المتحدة في مثل هذه الحالات.
أعرب البرلمان البريطاني مرارًا عن قلقه بشأن الاختفاء القسري للمعارضين السياسيين في بنغلاديش، وأعربت وزيرة الخارجية الأمريكية السابقة هيلاري كلينتون خلال زيارتها إلى بنغلاديش في عام 2012 عن قلقها إزاء اختفاء إلياس علي وأمينول إسلام.
على الرغم من مطالب المبادرات الحكومية للتحقيق في حالات الاختفاء هذه، لكن التحقيقات في مثل هذه الحالات كانت غائبة.
نشرت هيومن رايتس ووتش تقريرًا من 82 صفحة تتهم فيه حكومة بنغلاديش بالاحتجاز السري، والاختفاء القسري، والقتل خارج نطاق القضاء لأعضاء المعارضة السياسية في يوليو عام 2017، ودعا إلى وقف انتهاكات حقوق الإنسان هذه، وتضمن التقرير روايات مروعة عن اعتقال أعضاء المعارضة السياسية بالقوة والاختفاء اللاحق لهم على أيدي سلطات إنفاذ القانون.
أعربت مفوضة الأمم المتحدة السامية لحقوق الإنسان، و56 منظمة أخرى عن قلقها بشأن الاختفاء القسري في بنغلاديش والقتل خارج نطاق القضاء في الاستعراض الدوري الشامل للأمم المتحدة خلال مايو عام 2018.